# Euphyllia ancora
Euphyllia ancora е вид корал от семейство Euphylliidae. Видът е световно застрашен, със статут Уязвим.

## Разпространение
Разпространен е в Австралия, Британска индоокеанска територия, Виетнам, Индия, Индонезия, Камбоджа, Малайзия, Малдиви, Мианмар, Палау, Папуа Нова Гвинея, Провинции в КНР, Сингапур, Соломонови острови, Тайван, Тайланд, Филипини, Шри Ланка и Япония.